# VV VIOD (Doetinchem)
Voetbalvereniging VIOD (Vooruitgang Is Ons Doel) is een Nederlandse amateurvoetbalclub uit Doetinchem (Gelderland), opgericht in 1928. Het eerste elftal van de club speelt in de Tweede klasse zondag (seizoen 2020/21).

## Geschiedenis
De vereniging werd op 1 september 1928 opgericht door twee onderwijzers en een voormalig voetballer. VIOD had zoals vele clubs veel last van de dienstplicht in de periode voorafgaand en tijdens de Tweede Wereldoorlog, maar na 1945 zette de groei weer in. Vanaf medio jaren vijftig vertrokken veel spelers naar hoger geklasseerde clubs zoals De Graafschap, een verlies dat pas na de betrekking van het grotere Sportpark de Hoop in 1968 een halt toe werd geroepen. In 1950 bereikte de vereniging de KNVB, maar zakte in 1957 weer af naar de 2e klasse afdeling Gelderland. In de jaren zeventig werd de weg omhoog weer gevonden en in 1980 werd de 3e klasse bereikt. In die periode steeg het ledental van ruim honderd naar 450, met als gevolg grote ruimtenood. Aan het begin van het millennium bleek dan ook sportcomplex De Hoop te klein, en sinds 2003 speelt de club zijn wedstrijden op Sportpark Dichteren. Inmiddels is het ledental gestegen tot boven de duizend en bedraagt nu 1100. Het sportpark bestaat uit 4 wedstrijdvelden (waarvan 2 met verlichting) en een trainingsveld. In 2013 is het sportpark uitgebreid met een kunstgrasveld en pannaveld.
Leden van vv VIOD die hun carrière hebben voortgezet in het betaald voetbal, zijn Tim Bakens en Rogier Meijer. Oud-spelers van BV De Graafschap waren trainer van de vereniging (René Notten een half jaar, John Leeuwerik drie jaar).
De onderstaande competitie resultaten hebben een uitleg nodig. Daar de Afd Gelderland (blauwe kolommen) geen 1e en 2e klasse heeft aangemaakt, staan alle resultaten in het blauw. Vanaf het seizoen 1959  t/m 1966 speelde VIOD in de 2e klasse. In het seizoen 1966-1967 in de 1e klasse van de Afd. Gelderland. Tot 1971 weer in de 2e klasse. Na het kampioenschap in 1971 in de 1e klasse en promoveerde in 1977 naar de 4e Klasse D van de grote KNVB.

## Competitieresultaten 1951–2020
| 5 4E |

| 5 4F |

| 9 4F |

| 9 4E |

| 12 4E |

| 11 4E |

| 10 |

| 7 |

| 10 |

| 5 |

| 3 |

| 2 |

| 5 |

| 5 |

| 3 |

| 1 |

| 11 |

| 4 |

| 2 |

| 2 |

| 1 |

| 8 |

| 2 |

| 6 |

| 5 |

| 2 |

| 10 4D |

| 4 4D |

| 5 4D |

| 1 4D |

| 3 3C |

| 8 3C |

| 8 3C |

| 7 3C |

| 12 3C |

| 4 4C |

| 7 4C |

| 9 4C |

| 7 4D |

| 8 4C |

| 8 4D |

| 12 4D |

| 10 |

| 2 |

| 11 4C |

| 1 |

| 5 5C |

| 2 5C |

| 4 4D |

| 1 4D |

| 7 3C |

| 9 3C |

| 11 3C |

| 9 4C |

| 9 4C |

| 3 4C |

| 2 4D |

| 9 3C |

| 8 3C |

| 9 3C |

| 9 3C |

| 3 3C |

| 3 3C |

| 8 3C |

| 11 2I |

| 14 3C |

| 1 4D |

| 3 3C |

| 11 2I |

| - 2I |

| Tweede klasse | Derde klasse | Vierde klasse | Vijfde klasse | Hoofdklasse Geld. VB |

In elke staaf van de grafiek staat van boven naar beneden vermeld: 
- Eindnotering

Dit is de positie die de club heeft bereikt in de competitie, zonder eventuele beslissings-, play-off- of nacompetitiewedstrijden die nodig zijn geweest om bijvoorbeeld de kampioen van de competitie te bepalen.
Indien een * achter het getal staat is de notering een tussenstand en kan het zijn dat de notering niet overeenkomt met de uiteindelijke eindstand van de competitie.
Staat er een - dan is het seizoen nog bezig en is er geen definitieve uitslag bekend.
Staat er xx op de positie van de notering, dan heeft de club vroegtijdig de competitie verlaten. Dit kan onder andere komen door terugtrekking van het team, faillissement van de club of door een uitgedeelde straf van de KNVB. In veel gevallen staat elders in het artikel de reden vermeld.
Staat er een ? dan is het resultaat uit het verleden onbekend, en is alleen de competitie of het niveau bekend van dat seizoen.
In de seizoenen 2019/20 en 2020/21 werd wegens de coronacrisis het amateurvoetbal afgebroken. Daardoor kennen deze staven geen eindklassering (middels -- weergegeven).
- Competitieniveau en afdelingsletter of Officiële eindstand Eredivisie
  - Competitieniveau en afdelingsletter

Hierbij geeft het getal het niveau weer, dat ook terug te vinden is in de legenda. De letter is de afdelingsaanduiding en wordt gebruikt wanneer er meer afdelingen zijn op hetzelfde niveau. De afdelingsletter is altijd een hoofdletter en wordt meestal zonder nummer gebruikt.
Voorbeeld: 2F is niveau 2e klasse competitie F.
Het competitieniveau en nummer wordt niet vermeld wanneer er slechts één competitie van dit niveau was.
  - Officiële eindstand Eredivisie (getal staat tussen haakjes vermeld)

Sinds de introductie van play-offwedstrijden voor Europees voetbal na afloop van de reguliere competitie in 2005/06, is de KNVB verplicht een eindstand van de Eredivisie door te geven aan de UEFA aan de hand van deze play-offwedstrijden.
Bij deze eindstand staan clubs die zich hebben gekwalificeerd voor Europees voetbal hoger dan clubs die zich niet wisten te kwalificeren. Indien er geen verschil was tussen de eindnotering en de officiële eindstand, staat dit getal niet vermeld.

- Onderafdeling

Hier staat afgekort de naam van de onderafdeling indien de club in dat jaar in een onderafdeling uitkwam. Tevens staat deze afkorting in de legenda en wordt gelinkt naar het artikel over deze onderafdeling. Deze afkorting wordt alleen vermeld wanneer de club in het verleden in verschillende onderafdelingen heeft gespeeld. Deze vermelding is in de staaf altijd in kleine letters. Deze onderafdelingen zijn na het seizoen 1995/96 afgeschaft. Heeft de club in slechts één onderafdeling gespeeld, dan is dit alleen terug te vinden in de legenda.
Onder de staaf staat het jaartal vermeld waarin het seizoen is afgesloten. 15 verwijst naar het seizoen 2014/15 of eventueel het seizoen 1914/15.
Wanneer een staaf leeg is, zijn deze gegevens niet bekend. Het kan ook zijn dat de club dat seizoen niet heeft meegespeeld op het hogere amateurniveau, vroegtijdig de competitie heeft verlaten of uit de competitie is gezet.

In het seizoen 1944/45 was er wegens de Tweede Wereldoorlog geen regulier competitievoetbal.

## Bekende (oud-)spelers
- Tim Bakens